# Vîborg
Vîborg (în rusă Выборг, în finlandeză Viipuri, în suedeză Viborg; în germană Wiborg; în estonă Viiburi) este un oraș din regiunea Leningrad, Federația Rusă, cu are o populație de 79.224 locuitori, fost oraș component al Ligii Hanseatice.
A fost al doilea oraș al Finlandei prin numărul de locuitori, până în 1940, când, după agresiunea sovietică împotriva Finlandei, aceasta din urmă a fost silită, prin tratatul de la Moscova din 1940, să evacueze populația și să cedeze orașul Uniunii Sovietice.

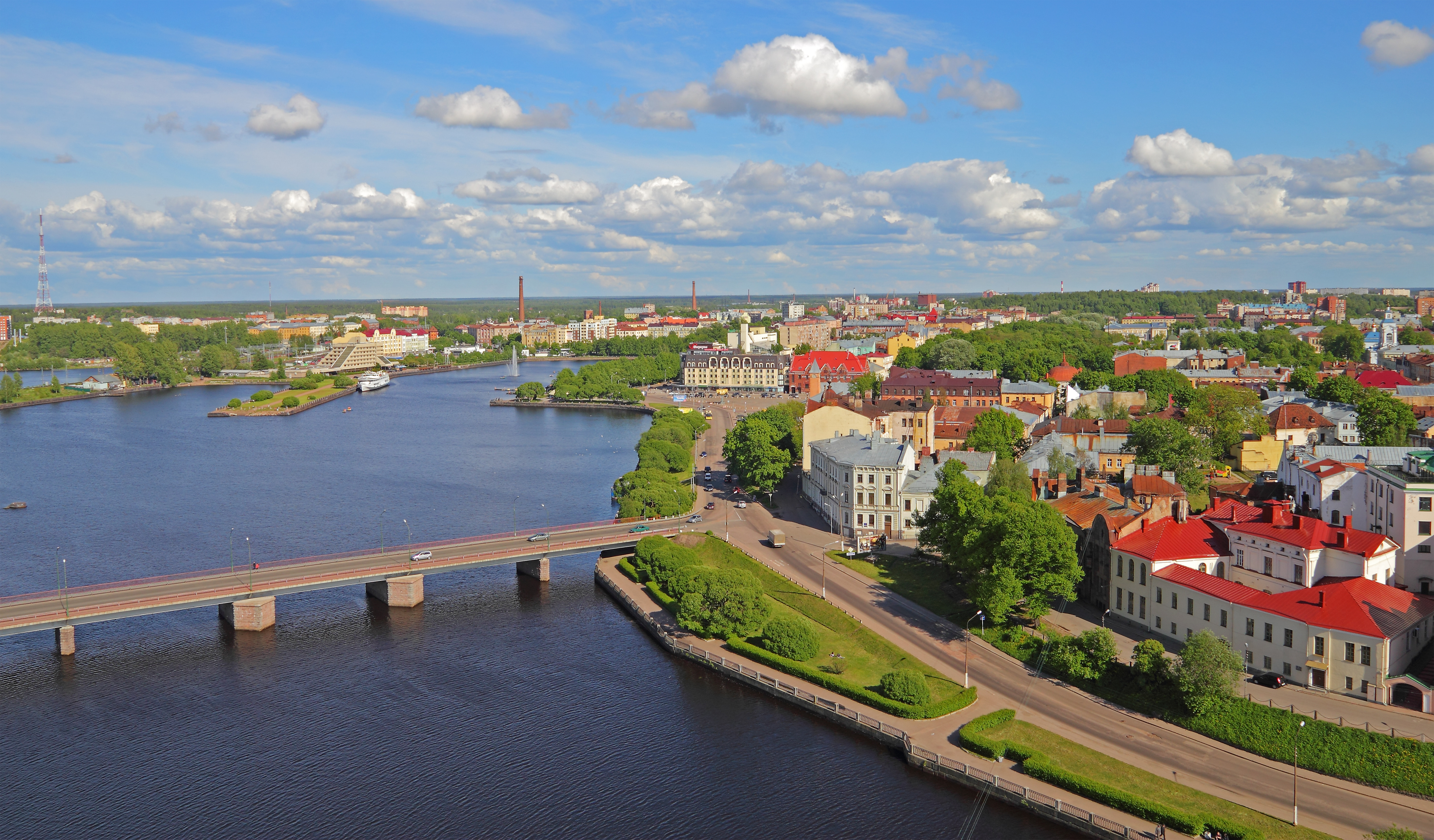
Vîborg

## Clima
| Date climatice pentru Vyborg  | Date climatice pentru Vyborg | Date climatice pentru Vyborg | Date climatice pentru Vyborg | Date climatice pentru Vyborg | Date climatice pentru Vyborg | Date climatice pentru Vyborg | Date climatice pentru Vyborg | Date climatice pentru Vyborg | Date climatice pentru Vyborg | Date climatice pentru Vyborg | Date climatice pentru Vyborg | Date climatice pentru Vyborg | Date climatice pentru Vyborg |
| Luna                          | Ian                          | Feb                          | Mar                          | Apr                          | Mai                          | Iun                          | Iul                          | Aug                          | Sep                          | Oct                          | Nov                          | Dec                          | Anual                        |
| ----------------------------- | ---------------------------- | ---------------------------- | ---------------------------- | ---------------------------- | ---------------------------- | ---------------------------- | ---------------------------- | ---------------------------- | ---------------------------- | ---------------------------- | ---------------------------- | ---------------------------- | ---------------------------- |
| Maxima medie °C (°F)          | −4 (24,8)                    | −4.1 (24,6)                  | 0.5 (32,9)                   | 7.2 (45)                     | 14.7 (58,5)                  | 19.2 (66,6)                  | 22.3 (72,1)                  | 20.2 (68,4)                  | 14.3 (57,7)                  | 7.9 (46,2)                   | 1.7 (35,1)                   | −2.1 (28,2)                  | 8,2 (46,8)                   |
| Media zilnică °C (°F)         | −6.7 (19,9)                  | −7.3 (18,9)                  | −3 (26,6)                    | 3.0 (37,4)                   | 10.2 (50,4)                  | 15.0 (59)                    | 18.2 (64,8)                  | 16.3 (61,3)                  | 10.9 (51,6)                  | 5.5 (41,9)                   | −0.4 (31,3)                  | −4.5 (23,9)                  | 4,8 (40,6)                   |
| Minima medie °C (°F)          | −9.5 (14,9)                  | −10.5 (13,1)                 | −6.4 (20,5)                  | −0.5 (31,1)                  | 5.9 (42,6)                   | 11.1 (52)                    | 14.3 (57,7)                  | 12.7 (54,9)                  | 7.9 (46,2)                   | 3.2 (37,8)                   | −2.3 (27,9)                  | −7.1 (19,2)                  | 1,6 (34,9)                   |
| Minima istorică °C (°F)       | −36.8 (−34.2)                | −34 (−29.2)                  | −29 (−20.2)                  | −20 (−4.0)                   | −5 (23)                      | 0.0 (32)                     | 5.8 (42,4)                   | 0.0 (32)                     | −4 (24,8)                    | −11.4 (11,5)                 | −19.8 (−3.6)                 | −34 (−29.2)                  | −36,8 (−34,2)                |
| Precipitații mm (inches)      | 48 (1.89)                    | 36 (1.42)                    | 40 (1.57)                    | 31 (1.22)                    | 40 (1.57)                    | 63 (2.48)                    | 65 (2.56)                    | 82 (3.23)                    | 68 (2.68)                    | 76 (2.99)                    | 67 (2.64)                    | 61 (2.4)                     | 677 (26,65)                  |
| Zăpadă cm (inches)            | 25 (9.8)                     | 39 (15.4)                    | 44 (17.3)                    | 25 (9.8)                     | 3 (1.2)                      | 0 (0)                        | 0 (0)                        | 0 (0)                        | 0 (0)                        | 3 (1.2)                      | 12 (4.7)                     | 20 (7.9)                     | 171 (67,3)                   |
| Umiditate [%]                 | 87                           | 85                           | 82                           | 74                           | 68                           | 71                           | 73                           | 77                           | 82                           | 86                           | 88                           | 89                           | 80,2                         |
| Nr. mediu de zile ploioase    | 6                            | 5                            | 7                            | 10                           | 14                           | 15                           | 15                           | 15                           | 17                           | 17                           | 13                           | 9                            | 143                          |
| Nr. mediu de zile cu ninsoare | 17                           | 15                           | 12                           | 5                            | 0                            | 0                            | 0                            | 0                            | 0                            | 2                            | 9                            | 16                           | 76                           |
| Sursă: Pogoda.ru.net          |                              |                              |                              |                              |                              |                              |                              |                              |                              |                              |                              |                              |                              |

## Personalități născute aici
- Gustaf Komppa (1867 - 1949), chimist;
- Aino Kallas (1878 - 1956), scriitoare;
- Alfred Asikainen (1888 - 1942), sportiv la lupte greco-romane;
- Aleksanteri Toivola (1893 - 1987), sportiv la lupte greco-romane;
- Vappu Roos (1910 - 1997), scriitoare;
- Einari Teräsvirta (1914 - 1995), arhitect, gimnast;
- Lauri Törni (1919 - 1965), ofițer;
- Olavi Rokka (1925 - 2011), sportiv la pentatlon, scrimă;
- Olavi Mannonen (1930 - 2019), sportiv la pentatlon, scrimă;
- Martti Ahtisaari (1937 - 2023), politician, fost președinte al Finlandei, laureat cu Premiul Nobel pentru Pace;
- Veaceslav Ekimov (n. 1966), ciclist rus.